# Керований заповідник Коругі
Керований заповідник Коругі (груз. ყორუღის აღკვეთილი), також відомий як керований заповідник Коругі, є охоронюваною територією в муніципалітеті Сагареджо в регіоні Кахетія в Грузії на плато Іорі поблизу кордону з Азербайджаном.
Заповідник є частиною заповідних територій Грузії, до яких також входять природний заповідник Маріамджварі та керований заповідник Іорі.
Керований заповідник Коругі включає частини долини річки Іорі.
Керований заповідник Коругі був створений для захисту заплавних лісів річки Іорі.

## Пам'ятки історії та культури
Корузький природний заповідник згадується в законнику (1709 р.) короля Картлі Вахтанга VI Він відомий як «місце для полювання», вирубка дерев і відвідування цього місця були заборонені. Як і в інших гірських регіонах, цьому місцю було надано статус «Священного лісу» і охоронялося від неспокою призначеними охоронцями.
Археологічні пам'ятки з руїнами епохи енеоліту — ранньої бронзи, склепами доби середньої бронзи та останками, що відносяться до епохи пізньої бронзи та раннього залізного віку, були розташовані поблизу керованого заповідника Коругі. На плато Іорі є кілька ранніх монастирів, у тому числі монастирський комплекс Давида Гареджа.